# Zawady (Garwolin)
Zawady (dawn. Zawady Stare) – część miasta Garwolina w Polsce, w województwie mazowieckim, w powiecie garwolińskim. Rozpościerają się w okolicy ulicy Źródlanej, we wschodniej części miasta.

## Historia
Dawna wieś Zawady Stare należała w latach 1867–1934 do gminy Górzno w powiecie garwolińskim. W Królestwie Polskim przynależała do guberni siedleckiej, a w okresie międzywojennym do woj. lubelskiego. Tam, 20 października 1933 utworzyła gromadę Zawady Stare w granicach gminy Górzno, składającą się z wsi Zawady Stare, kolonii Zawady A, kolonii Zawady B i majątku Zawady.
15 kwietnia 1934 gromadę Zawady Stare zniesiono, włączając jej obszar do Garwolina, 